# Paurocephala minuta
Paurocephala minuta är en insektsart som beskrevs av Crawford 1919. Paurocephala minuta ingår i släktet Paurocephala och familjen rundbladloppor. Inga underarter finns listade i Catalogue of Life.